# 扇套

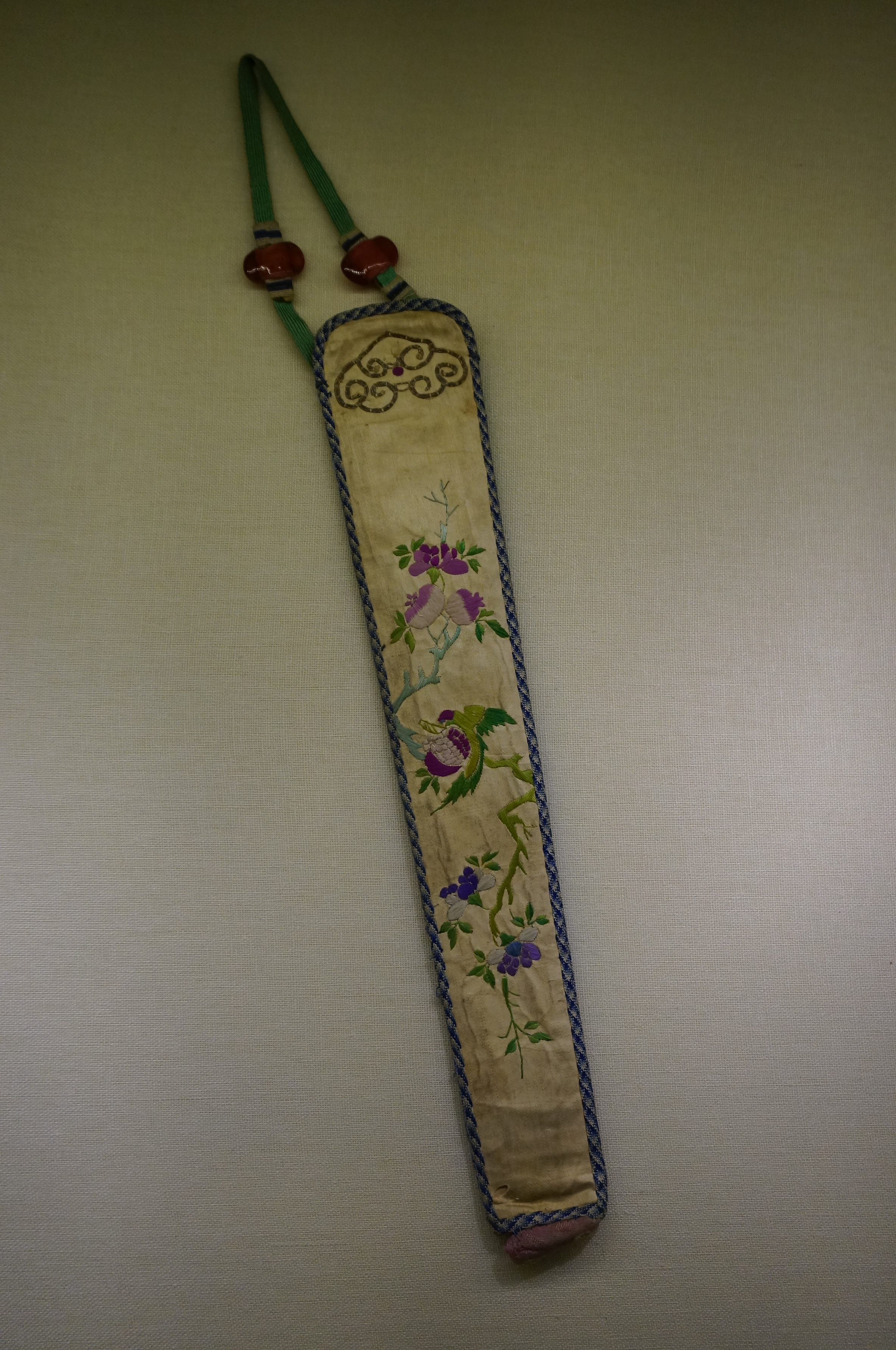
清末-民国初绣花扇套，中国丝绸博物馆藏。

扇套亦称扇囊、扇袋，为东亚地区傳統盛放折扇的佩囊，主要流行于清代，既可保护纸、绢质地的折扇，又可作为随身饰物。